# Caritasverband für die Diözese Regensburg
Der Caritasverband für die Diözese Regensburg ist Dachverband der organisierten Caritas (lateinisch für Nächstenliebe, Hochschätzung) und Wohlfahrtsverband der römisch-katholischen Kirche im Bistum Regensburg. Derzeit gibt es mehr als 900 kirchlich sozial-caritative Einrichtungen und Dienste unter seinem Dach.
Patronin der Caritas Regensburg ist die Heilige Elisabeth von Thüringen. Aus diesem Grund wird von der Caritas Regensburg jedes Jahr am 19. November, dem Elisabethtag, gefeiert.

## Geschichte
Im Jahr 1922 wurde der Verband gegründet, der auch die Aufgaben des Orts-Caritasverbandes übernahm. Der erste Vorsitzende und Geschäftsführer war Domkapitular Robert Reichenberger. Er war wesentlich an der Gründung des Verbandes beteiligt.
Schwerpunkte der frühen Jahre waren vor allem die Trinkerfürsorge und die Linderung der schlimmsten Not nach dem Ersten Weltkrieg. Das Festhalten an christlichen Werten gegen die Repressalien der Nationalsozialisten hat sich nach dem Zweiten Weltkrieg im Vertrauen der alliierten Westmächte ausgezahlt: Die Caritas wurde im ostbayerischen Raum mit vielen Aufgaben betraut, die die Versorgung der Bevölkerung, das Verteilen von Care-Paketen und anderer Hilfsgüter betraf.
Aufgrund der geographischen Lage galt für den Regensburger Caritasverband in den Nachkriegsjahren ein besonderes Augenmerk der Sorge für Heimkehrer und Flüchtlinge. Die folgenden Jahre und Jahrzehnte brachten staatlichen und gesellschaftlichen Aufbau sowie wirtschaftliche Expansion. In die Jahre 1960 bis Mitte der achtziger Jahre fällt eine ausgeprägte Bautätigkeit der Regensburger Caritas. Kreis-Caritasverbände mit ihren Sozialzentren werden ausgebaut beziehungsweise neu eingerichtet.
Nach Gründung der Bundesrepublik Deutschland entwickelte sich der Deutsche Caritasverband, bedingt durch die verfassungsrechtlichen Freiheiten der Kirchen, das Sozialstaatsgebot und das Subsidiaritätsprinzip, zum größten Anbieter sozialer Dienstleistungen. Heute ist er mit mehr als einer halben Million Mitarbeitern einer der größten Arbeitgeber in Deutschland. In Caritas-Einrichtungen im Bistum Regensburg sind derzeit etwa 16.000 Mitarbeiter in Teilzeit oder Vollzeit beschäftigt.

## Struktur
Der Verband, der unter der Aufsicht des Bischofs von Regensburg steht, gliedert sich in zehn Caritasverbände und vier Caritassekretariate.
Ihm sind als Fachverbände angeschlossen die Katholische Jugendfürsorge, der Sozialdienst katholischer Frauen, der Malteser-Hilfsdienst, der Kreuzbund und IN VIA-Verband Katholischer Mädchensozialarbeit. Unter dem Dach des Diözesan-Caritasverbandes bestehen derzeit 925 Einrichtungen mit etwa 48.000 Plätzen. Derzeit sind über 16.000 hauptamtliche Mitarbeiter, knapp 9.000 davon in Teilzeit, bei der Caritas Regensburg angestellt.
Jährlich werden etwa 260.000 Menschen im Bistumsgebiet von Stellen der Caritas betreut.

### Kreis-Caritasverbände in der Diözese Regensburg
- Caritasverband für die Stadt Amberg und den Landkreis Amberg-Sulzbach e. V.
- Caritasverband für den Landkreis Cham e. V.
- Caritasverband für den Landkreis Deggendorf e. V.
- Caritasverband für den Landkreis Dingolfing-Landau e. V.
- Caritasverband für den Landkreis Kelheim e. V.
- Caritasverband für die Stadt und den Landkreis Landshut e. V.
- Caritasverband für den Landkreis Schwandorf e. V.
- Caritasverband für die Stadt Straubing und den Landkreis Straubing-Bogen e. V.
- Caritasverband für den Landkreis Tirschenreuth e. V.
- Caritasverband für die Stadt Weiden in der Oberpfalz und den Landkreis Neustadt an der Waldnaab e. V.

### Einrichtungen unter dem Dach der Caritas im Bistum Regensburg

#### Gesundheitshilfe
- 8 Krankenhäuser mit über 2000 Betten
- 67 Sozialstationen (ambulante Krankenpflege)
- 5 Ausbildungsstätten mit über 400 Plätzen

#### Kinder- und Jugendhilfe
- 38 Heime der Jugendhilfe mit etwa 1500 Plätzen
- 400 Kindertagesstätten (Kindergärten, Kinderkrippen und Kinderhorte) mit über 26.000 Plätzen
- 11 Erziehungsberatungsstellen
- 1 Stelle des Sozialdienstes katholischer Frauen
- 1 Stelle des Verbandes IN VIA Katholischer Mädchensozialarbeit
- 6 Ausbildungsstätten mit über 600 Plätzen

#### Familienhilfe
- 4 Familienferienstätten mit über 500 Plätzen
- 3 Wohnheime für Mutter und Kind
- 5 Beratungsstellen für werdende Mütter in Not und Konfliktsituationen

#### Altenhilfe
- 51 Alten- und Pflegeheime (etwa 4000 Plätze)
- 3 Kurzzeitpflegeeinrichtungen mit etwa 50 Plätzen
- 3 Tagespflegeeinrichtungen
- 4 Ausbildungsstätten für Altenpflege mit etwa 200 Plätzen
- 49 Sonstige Dienste der offenen Altenhilfe (Essen auf Rädern, mobiler Sozialer Dienst, Stationärer Mittagstisch, Altenberatungsstellen)

#### Behindertenhilfe
- 20 Heime/Krankenhäuser für Behinderte mit fast 2000 Plätzen
- 28 Tagesstätten und Schulen für behinderte Kinder und Jugendliche mit gut 3000 Plätzen
- 8 Werkstätten/Berufsbildungswerke für Behinderte mit über 1000 Plätzen
- 3 Ausbildungsstätten mit 200 Plätzen
- 7 Beratungsstellen für Behinderte
- 2 Sonstige Dienste der Behindertenhilfe (mobiler Dienst für Behinderte, Transportfahrdienst für Behinderte)

#### Hilfen für Migranten und Flüchtlinge
- 19 Stellen oder Dienste für Menschen mit Migrationshintergrund

#### Sonstige soziale Hilfen
- 3 Schuldnerberatungsstellen
- 3 Betreutes Wohnen für Personen mit sozialen Schwierigkeiten
- 4 Ausbildungsstätten mit 170 Plätzen

#### Aus- und Fortbildung
In 18 Ausbildungsstätten bereiten sich etwa 1400 Frauen und Männer auf einen sozialen Beruf vor.

## Organe
Die Satzung legt fest, dass der Verein drei Organe hat: den Vorstand, den Caritasrat und die Vertreterversammlung.

### Vorstand
- Michael Dreßel, Vorsitzender des Vorstandes
- Clemens Prokop, Stellv. Vorsitzender
- Diakon Michael Weißmann, Diözesan-Caritasdirektor
- Angelika Glaß-Hofmann, Leiterin Kath. Ehe-, Familien- und Lebensberatung
- Michael Pickl, Filialdirektor der Ligabank Regensburg
- Gertrud Enzinger, Heimleiterin

### Caritasrat
- Franz Merl (Vorsitzender des Caritasrates)
- Johannes Hofmann, Regionaldekan
- Inge Ritz-Mürtz
- Peter Cramer
- Günther Koller
- Theo Zellner